# 645-й отдельный танковый батальон
645-й отдельный танковый батальон — воинская часть Вооружённых Сил СССР в Великой Отечественной войне.

## История формирования
Батальон сформирован в 1942 году. При формировании в батальоне были 21 танка Т-34 и 21 Т-60.
645-й танковый батальон комплектовался по особому штату № 010/399.
В состав батальона входили две роты средних и две роты лёгких танков.

## Боевой путь батальона
Алексей Исаев обнаружил в журнале боевых действий 62-й армии данные о двух первых столкновениях, произошедших 16 июля. Передовой отряд 147-й стрелковой дивизии в 17:40 был обстрелян возле хутора Морозова противотанковыми пушками противника и уничтожил их ответным огнём. Вскоре произошло более серьёзное столкновение:

«В 20:00 четыре немецких танка скрытно подошли к хутору Золотой и открыли огонь по отряду. Первый бой Сталинградской битвы длился 20—30 минут. Танкисты 645-го танкового батальона заявили, что уничтожено 2 немецких танка, 1 противотанковая пушка и ещё 1 танк подбит. Видимо, немцы не рассчитывали столкнуться сразу с двумя ротами танков и послали вперёд всего четыре машины. Потери отряда составили один Т-34 сгоревшим и два Т-34 подбитыми. Первый бой кровопролитного многомесячного сражения не был ознаменован ничьей смертью — людские потери двух танковых рот составили 11 человек ранеными. Таща за собой два подбитых танка, отряд вернулся назад».— Исаев А. В. Сталинград. За Волгой для нас земли нет. — Москва: Яуза, Эксмо, 2008. — 448 с. — ISBN 978–5–699–26236–6.
С 4 по 7 августа на оборонительном фронте наступило относительное затишье. Противник готовился к прорыву от Верхне-Чирской к городу Калач, чтобы замкнуть кольцо окружения 62-й армии в большой излучине Дона.
7—9 августа противник оттеснил войска 62 армии за реку Дон, а четыре дивизии окружил западнее Калача.
8 августа 1942 года «клещи» XIV и XXIV танковых корпусов сомкнулись в районе Калача, и оборонявшиеся на западном берегу Дона части и соединения 62-й армии оказались в окружении.

## В составе Действующей Армии
- с 12 июля 1942 года по 25 августа 1942 года[1].

## Полное название
645-й отдельный танковый батальон

## Командный состав батальона

### Командиры батальона
- Близнец Илья Васильевич, капитан[1]

## Боевой и численный состав батальона
Батальон сформирован по штату № 010/399:

### Численый состав
| дата            | фронт                | армия      | личный состав | типы танков (исправных) | всего | примечание                        |
| --------------- | -------------------- | ---------- | ------------- | ----------------------- | ----- | --------------------------------- |
| 11.07.1942 года | Сталинградский фронт | 62-я армия | 197 человек   | 21 Т-34, 21 Т-60        | 42    | ЦАМО РФ. ф. 38, оп. 11373, д. 150 |

### Боевой состав
- управление батальона;
- рота средних танков;
- рота средних танков;
- рота лёгких танков;
- рота лёгких танков.

## Подчинение батальона
| Дата            | Фронт (округ)        | Армия      | Корпус | Бригада | Примечания |
| --------------- | -------------------- | ---------- | ------ | ------- | ---------- |
| 11.07.1942 года | Сталинградский фронт | 62-я армия | -      | -       | -          |